# 草の陰刻
『草の陰刻』（くさのいんこく）は、松本清張の長編推理小説。検察庁失火事件に秘められた謎を追跡する青年検事の、挫折と希望を描くミステリー長編。『読売新聞』に連載され（1964年5月16日付 - 1965年5月22日付）、1965年11月に講談社から刊行された。
1994年にテレビドラマ化されている。

## あらすじ
5月16日の夜、松山地方検察庁地方支部の第二倉庫から出火する事件が発生、焼け跡からは事務官・平田の焼死体が発見された。平田と事務員の竹内は、庁舎の宿直を脱け出し、飲み屋で呑んでいたが、酔った竹内の記憶は途中からなくなり、気づいた時には40キロ離れた町に居たという。検事の瀬川良一は、火事で焼失した書類の復元につとめると共に、竹内の言葉と飲み屋の証言の食い違いに疑問を覚える。しかし、出火の原因は、決め手のないまま、漏電による失火と決定された。
平田は古い刑事事件簿の保管を担当していたが、刑事事件簿中、ちょうど昭和25年から26年にかけての部分が、行方不明となっていた。瀬川は当時の担当検事・大賀庸平に、焼失した書類の記載内容を覚えていないか問い合わせたが、大賀はその後ほどなく交通事故で死んでしまう。平田と竹内の行動を調べる中で、何者かによる放火との疑いを強める瀬川に、探索を止めるよう脅迫する電話が来る。瀬川は亡くなった大賀の娘・冴子に会って事件のヒントを得ることを強く希望するが……。

## 主な登場人物

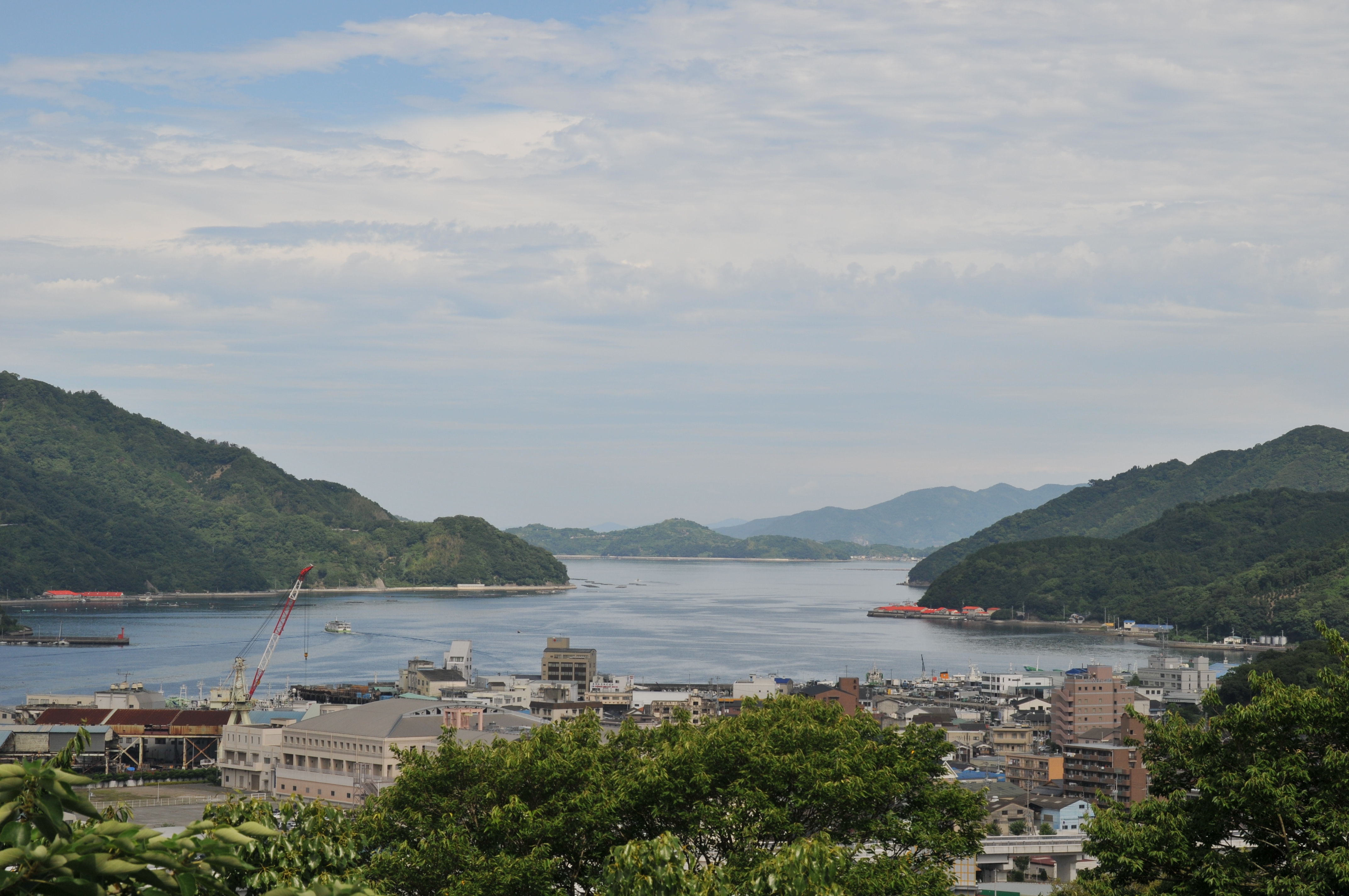
小説前半の舞台となる愛媛県南予地方
（写真は宇和島湾）

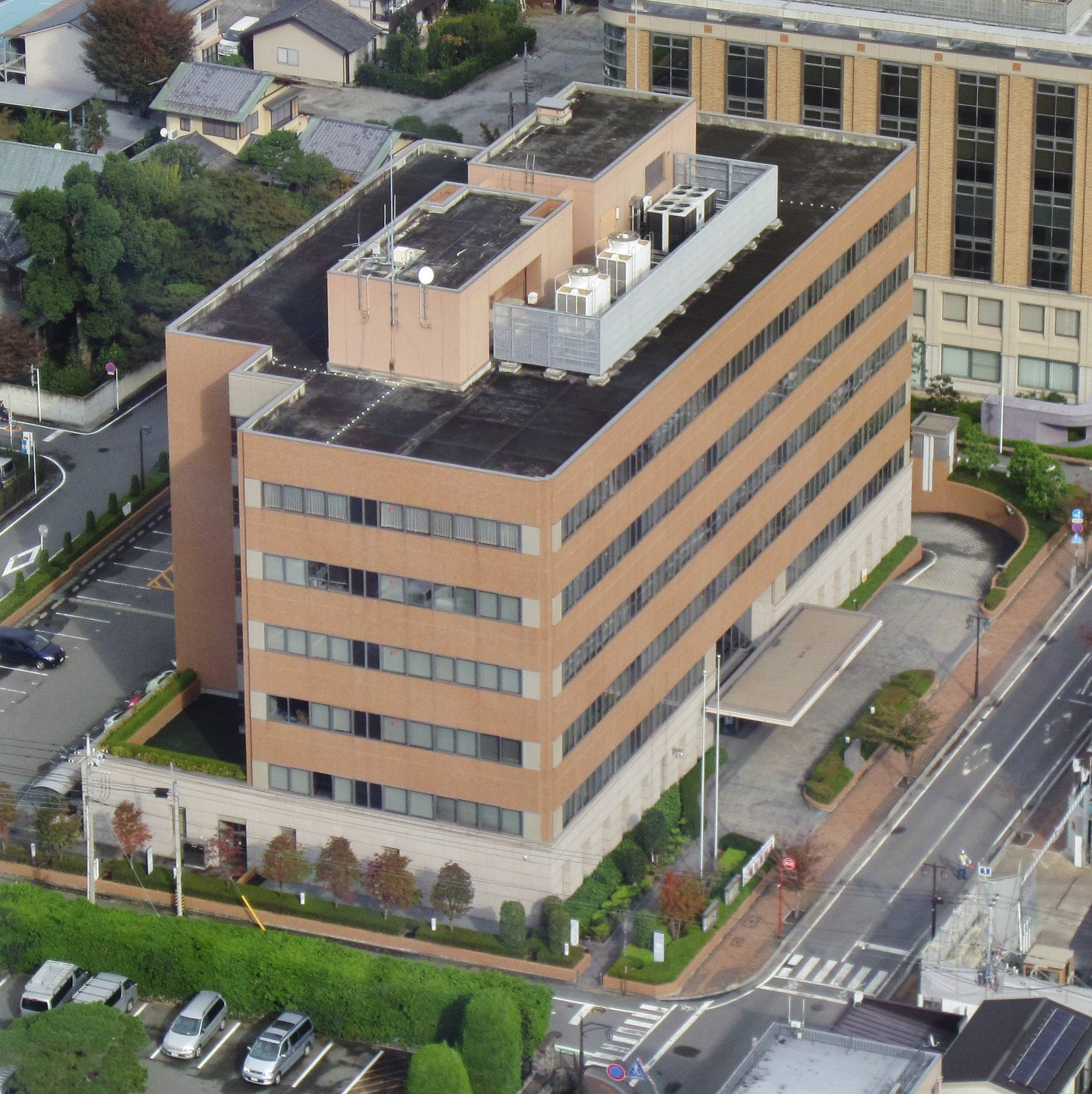
作中主人公の転勤先となる群馬県の前橋地方検察庁

- 原作における設定を記述。

瀬川良一
松山地方検察庁の検事で、昨年杉江支部に転任。31歳で独身。東京生まれ。
平田健吉
松山地検杉江支部の検察事務官。40歳。出火で焼死する。
竹内平造
松山地検杉江支部の事務員。31歳。出火事件後、神経衰弱をきたす。
大賀庸平
昭和25年から26年末にかけて、松山地検杉江支部に在任した元検事。その後東京で弁護士を開業。
尾形巳之吉
八幡浜市内の映画館「松栄劇場」経営主。パチンコ屋も経営。
大賀冴子
大賀庸平の娘。出火事件と父の死の関係に疑問を抱く。
青地洋子
瀬川の縁談相手。父・久吉は、大手建設会社「久島建設」の常務。
花田
5月中旬に、道後温泉で舞踊団を引率して廻ったとされる男。
山口重太郎
昭和25年に起こった大島信用金庫理事殺人事件の被疑者となるが、証拠不十分で釈放される。その後鞆町で土産物屋を営む。
山岸正雄
大島信用金庫理事殺人事件で取り調べを受けた元職員の一人。
朝風かおる
新宿東口の劇場のスネークダンサー。
春日月子
「草刈芸能社」所属のヌードダンサー。
増田与茂平
大阪に拠点を持ち、関西で一、二を争う暴力団「増田組」の総長。
栗山ゆり子
高崎市内の割烹料理屋「成田屋」経営主。
佐々木信明
群馬県に地盤を持つ代議士。予算委員長の高村忠一と親しい。

## エピソード
- 小説中に登場するスネークダンサーにはモデルがあり、その女性に取材している。女性はドサ回りから帰ると、著者に挨拶の電話をかけてきていたという[2]。

## テレビドラマ
「松本清張三回忌特別企画・草の陰刻」。1994年8月5日、フジテレビ系列の「金曜エンタテイメント」枠（21:02-22:52）にて放映。 サブタイトル「怪火事件に隠された黒い疑惑 過去を消した男と謎のスネークダンサー」。視聴率17.6％（ビデオリサーチ調べ、関東地区）。
キャスト
- 瀬川良一：宅麻伸 （松山地検の若手検事）
- 大賀冴子：財前直見 （大賀庸平の娘）
- 佐々木信明：ケーシー高峰 （代議士）
- 寺脇健介：内藤剛志 （佐々木の秘書）
- 栗山ゆり子：白川和子 （料亭「成田屋」の女将）
- 石橋雅史
- 金子研三
- 花田浩次：草薙良一 （東京の暴力団員）
- 朝風かおる：葉山レイコ （ストリッパー）
- 岩崎：妹尾青洸
- 武藤：須藤正裕 （瀬川の後任検事）
- 山口仁
- 吉田次昭
- 宗方：井上博一 （瀬川と青地洋子の仲人）
- 清水宏
- 瀬川俊太郎：重松収
- 伊藤紘
- 大賀美津子：大方斐紗子 （大賀庸平の妻）
- 山下真広
- 大道寺俊典
- 瀬川和子：落合ひとみ
- 渡辺成紀
- 青地久吉：城戸卓
- 青地洋子：風間水希
- 斎藤あきら
- 瀬川ともえ：村上記代
- 検事：加島潤

スタッフ
- 脚本：金子成人
- 監督：長尾啓司
- 音楽：岩間南平
- 選曲：山川繁
- 技術協力：映広
- 企画：鈴木哲夫（フジテレビ）
- プロデュース：名島徹（レオナ）、小坂一雄（レオナ）、林悦子（霧企画）
- 制作：フジテレビ、レオナ、霧企画